# Alice Pierce
Alice Pierce, geborene Alice Obery (* 28. Mai 1957 in Lafayette, Indiana, USA) ist eine US-amerikanische Opernsängerin (Sopran), Opernregisseurin und  Gesangspädagogin.

## Leben
Alice Pierce bekam bereits in der Kindheit Ballett-, Gesangs- und Klavierunterricht. Ihr Studium an der Indiana University schloss sie mit dem Bachelor und dem Master of Music ab. Anschließend begann sie ein Doktoratsstudium, das sie nicht beendete.
Im Jahre 1980 und in den Jahren 1984 bis 1986 war sie als Gesangspädagogin an der Indiana University und in den Jahren 1987 bis 1989 als Assistenzprofessorin an der University of North Carolina at Wilmington tätig. In dieser Funktion wechselte sie an die North Carolina School of the Arts, wo sie von 1989 bis 1992 lehrte.
Im Jahre 1992 übersiedelte sie mit ihrer Familie nach Deutschland und nahm ein Engagement am Staatstheater Cottbus an, das sie im Jahre 2002 beendete. In dieser Zeit sang sie durchschnittlich in fast hundert Aufführungen pro Jahr in den Bereichen Oper, Operette, Musical und Konzert. Gastspiele führten sie nach Italien und Polen.
Seit dem Jahre 2004 ist Pierce als Privatlehrerin für Gesang am Gymnasium von Saline in Michigan tätig. Von 2005 bis 2011 unterrichtete sie als außerordentliche Gesangsprofessorin an der Western Michigan University, war dort in den Jahren 2011 und 2012 als ordentliche Professorin und Operndirektorin tätig und lehrte im Frühjahrsemester 2010 zusätzlich als Gastprofessorin an der Saginaw Valley State University.
Pierce wirkt auch als Konzertsängerin, in Oratorien, Kantaten, Sinfonien und Messen. Ihr Repertoire umfasst klassische Werke wie jene von Bach, Haydn, Händel, Mozart, Mendelssohn, Beethoven, Mahler, aber auch moderne Musikliteratur wie jene von Orff oder Lloyd Webber.
Alice Pierce ist mit dem Tenor John Pierce verheiratet. Die Tochter Melissa ist Violinistin, der Sohn Nathaniel ist Cellist.

## Repertoire

### Oper
- Olympia – Hoffmanns Erzählungen (Offenbach)
- Oscar – Un ballo in maschera (Verdi)
- Papagena/Erste Dame/Königin der Nacht – Die Zauberflöte (Mozart)
- Belinda – Dido and Aeneas (Purcell)
- Lady Astor – Untergang der Titanic (Siebert)
- Kallisto – La Calisto (Cavalli)
- Felicie – Die Schöne und das Biest (Glass)
- Angelica – Orlando paladino (Haydn)
- Barbarina – Le nozze di Figaro (Mozart)
- Frasquita – Carmen (Bizet)
- Jungfer Anna Reich – Die lustigen Weiber von Windsor (Nicolai)
- Dorothea Ritter – Kronprinz Friedrich (Matthus)
- Zerbinetta – Ariadne auf Naxos (Strauss)
- Rosina – Il barbiere di Siviglia (Rossini)
- Adina – L’elisir d’amore (Donizetti)
- Zerlina – Don Giovanni (Mozart)
- Clorinda – La Cenerentola (Rossini)
- Lisa – La sonnambula (Bellini)
- Gretel – Hänsel und Gretel (Humperdinck)
- Das Feuer – L’enfant et les sortilèges (Ravel)
- Iris – The Tempest (Eaton)
- Violetta Valéry – La traviata (Verdi)

### Operette, Musical, Singspiel
- Adele – Die Fledermaus (Strauss)
- Maria – West Side Story (Bernstein)
- Blonde – Die Entführung aus dem Serail (Mozart)
- Amor/Eurydike – Orpheus in der Unterwelt (Offenbach)
- Sister Amnesia – Sister Amnesia’s Country Western Nunsense Jamboree (Goggin)
- Schlafittchen – Das Traumfresserchen (Hiller)
- Imagination – Amandas Traum (Weiss)
- Annabel – Lucky Stiff (Flaherty)
- Mascha – Der Zarewitsch (Lehár)
- Raka – Die Blume von Hawaii (Abraham)
- Crystal – Der kleine Horrorladen (Menken)
- La Périchole – La Périchole (Offenbach)
- Kathy – The Student Prince (Romberg)

## Regiearbeiten
- 2011: Albert Herring (Britten)
- 2012: The Tender Land (Copland)
- 2013: Il mondo della luna (Haydn)
- 2013: Die Fledermaus (Strauss)[3]
- 2014: Lucia di Lammermoor (Donizetti)

## Preise und Auszeichnungen
- 1975: Ruth Teal Stipendium für hervorragende Hochschulabsolventen
- 1978: 1. Platz des Allan Kellar Memorial
- 1978: Sylvia Hill Auszeichnung
- 1981: 1. Platz der D’Angelo Vocal Competition
- 1985: 1. Platz des Lucretia Bartenbach Grand Prize
- 1987: 1. Platz des Metropolitan Opera Auditions
- 1987: Auszeichnung der National Society of Arts and Letters
- 1988: 1. Platz des Metropolitan Opera Auditions[4]